# باول ريختر
باول ريختر (بالألمانية: Paul Richter)‏ (و. 1895 – 1961 م) هو ممثل أفلام، وممثل مسرحي نمساوي، ولد في فيينا، توفي في فيينا، عن عمر يناهز 66 عاماً.

## وصلات خارجية
- باول ريختر على موقع IMDb (الإنجليزية)
- باول ريختر على موقع ألو سيني (الفرنسية)
- باول ريختر على موقع أول موفي (الإنجليزية)
- باول ريختر على موقع قاعدة بيانات الأفلام السويدية (السويدية)
- باول ريختر على موقع قاعدة بيانات الفيلم (الإنجليزية)
- باول ريختر على موقع كينوبويسك (الروسية)